# Jill Knight, Baroness Knight of Collingtree
Joan Christabel „Jill“ Knight, Baroness Knight of Collingtree, DBE (geb. Christie, * 9. Juli 1923, nach anderen Quellen 1927 in London; † 6. April 2022) war eine britische Politikerin (Conservative Party).

## Leben und Karriere
Jill Christie besuchte die King Edward Grammar School for Girls in Birmingham. Sie diente während des Zweiten Weltkriegs in der Women’s Auxiliary Air Force (WAAF). Am 14. Januar 1947 heiratete sie James Montague (Monty) Knight, einen Optiker in Northampton. Sie hatten zwei Söhne.
Von 1956 bis 1966 war sie Councillor im Northampton Borough Council, wo sie Whip war. Bei den Unterhauswahlen 1959 und den Unterhauswahlen 1964 trat sie erfolglos für den Wahlkreis Northampton für die Conservative Party an.

## Mitgliedschaft im House of Commons
Sie wurde 1966 zur Unterhausabgeordneten für den Wahlkreis Birmingham Edgbaston gewählt, den sie in den nachfolgenden Wahlen bis 1997 erfolgreich verteidigte und innehatte. Knight war Mitglied des Parlamentarischen Sonderausschusses (Parliamentary Select Committee) zu Rassenbeziehungen und Immigration (On Race Relations and Immigration) von 1969 bis 1972, des Sonderausschusses für den Europarat (Select Committee for the Council of Europe) von 1977 bis 1988 und ab 1999, Vorsitzende (Lady Chairman) der All Party Child and Family Protection Group ab 1978, 1982 beim Conservative Back-bench Health and Social Services Committee und Sekretärin (Secretary) des 1922 Committee von 1983 bis 1987. Von 1980 bis 1984 und von 1992 bis 1997 war sie Mitglied des Home Affairs Select Committee. Von 1992 bis 1997 war sie dort stellvertretende Vorsitzende (Vice-Chair). Sie gehörte von 1993 bis 1997 dem Standards Select Committee an.
Knight war Vorsitzende (Lady Chairman) des Western European Union Relations with Parliaments Committee von 1984 bis 1988. Sie gehörte von 1977 bis 1988 dem Europarat an und war Vorsitzende (Chairman) der britischen Inter-Parliamentary Union von 1994 bis 1997, nachdem sie 1992 bis 1997 Mitglied des Executive Committee war.
Sie war Präsidentin des West Midlands Conservative Political Centre von 1980 bis 1983.

## Politische Positionen

### Nordirland
Knight war für über 20 Jahre ein aktives Mitglied des Conservative Monday Club und war eine ausgesprochene Gegnerin der Official Irish Republican Army (OIRA). Nach dem Anschlag 1972 in Aldershot durch die OIRA, rief sie das Parlament dazu auf, die IRA zu verbieten, und attackierte Unterstützer und Sympathisanten auf dem Kontinent. Im September 1973 wiederholte sie ihren Aufruf für ein IRA-Verbot, welche sich ihrer Auffassung nach „im offenen Krieg mit Großbritannien befinde“. Im Dezember 1973 erklärte sie, „dass es die erste Pflicht einer jeden Regierung sei, ihre Bürger zu schützen“.
Im Juni 1974 protestierte Knight über den „arroganten IRA-Marsch“, welcher in London stattfand. Sie sagte es wäre „ein Skandal und eine Beleidigung des britischen Volkes“. Dabei wurde sie von anderen Abgeordneten unterstützt, die dem Monday Club angehörten. Dazu gehörten dessen Vorsitzender John Biggs-Davison, der Vorschläge entsprechend dem Public Order Act beim Innenminister machte, und dem konservativen Politiker John Heydon Stokes. Ebenfalls im Juni reichte sie eine formelle Beschwerde beim Innenminister Leonard Carr, Baron Carr of Hadley über die „Terrorist International Rally“, die in Nordirland abgehalten wurde. Sie sagte, es sei „höchst beleidigend, dass sich internationale Terroristen in Großbritannien treffen und gegen uns Komplotte schmieden“. Die IRA wurde 1977 verboten.
Im Oktober 1974 sprach Sir Keith Joseph in Knights Wahlkreis, drückte seine Bewunderung für Knight aus; sie sei „eine tapfere Frau, die ihre Meinung sagte, wenn andere Diskretion in der Öffentlichkeit bevorzugen und ihre Meinung nur privat unter Ausschluss der Öffentlichkeit zum Ausdruck bringen“. Sie gab als Antwort: „Ich glaube, dass meine Wählerschaft mich ins Parlament schickte, um meine Meinung zu sagen und nicht, um meinen Mund zu halten.“
Im November 1974 rief sie dazu auf, die Todesstrafe für die IRA und alle Terroristen wieder einzuführen und forderte den damaligen Innenminister Roy Jenkins auf, die Maßnahmen gegen die IRA zu intensivieren. Knight sagte, dass sie „mehr als 8.000 Briefe erhalten habe, in denen die Todesstrafe für terroristische Gewalttaten gefordert werde und nur 115 dagegen“. John Biggs-Davison und Knight protestierten im Parlament, als die Regierung entschied, £42,000 als Entschädigungszahlung an die Verwandten von Männern zu zahlen, die von der British Army am Bloody Sunday 1972 erschossen worden. Sie fügte hinzu, „diese Zahlungen würden eine neue Ebene der Schuld eröffnen. Welche Entschädigung werden die Verwandten der Opfer der IRA-Killer in Birmingham erhalten?“

### Streikrecht
Im Dezember 1974 protestierte Knight im House of Commons, dass alleinstehende Männer im Streik soziale Leistungen erhielten, die während eines Streiks Sozialleistungen für Miete und Ratenkaufverträge erhielten. Im folgenden Monat unterstützte sie die Entscheidung von Harold Wilson in den Streik bei British Leyland einzugreifen, indem er an die Arbeiter appellierte.

### Homosexualität und Abtreibung
Jill Knight war zusammen mit David Wilshire, ebenfalls Mitglied der Conservative Party, verantwortlich für die Einführung des Zusatzes zur Section 28 zum Local Government Act 1988, welcher den Kommunen verbot für Homosexualität zu „werben“.
Sie war auch eine Gegnerin der Abtreibung und unterstützte erfolgreiche Versuche die Zeitperiode zu verkürzen, in welcher die Operation legal durchgeführt werden darf.

## Mitgliedschaft im House of Lords
Knight wurde am 23. September 1997 als Baroness Knight of Collingtree, of Collingtree in the County of Northamptonshire, zur Life Peeress erhoben. Ihre Antrittsrede im House of Lords hielt sie am 4. Februar 1998.
Als Themen von politischem Interesse gab sie auf der Webseite des Oberhauses das Gesundheitswesen, Soziale Sicherheit, Kinderbetreuung, Wirtschaftspolitik, den Europarat und die WEU. Als Staaten von Interesse nannte sie die USA, Zypern und Taiwan. Ab 2004 war sie Vorsitzende (Chairman) der All Party Parliamentary Group for Northern Cyprus.
Sie meldete sich im Oberhaus zu den Themen Schulpolitik und Universitätswesen, zu den Friedensgesprächen auf Zypern und zur Europäischen Integration zu Wort.
Knight nahm regelmäßig an Sitzungen des House of Lords teil. Sie meldete sich dort auch regelmäßig zu Wort. Knight gehörte im House of Lords zu den Mitgliedern, die seit 2001 kontinuierlich sehr hohe Anwesenheitszahlen aufweisen. Knight nahm jährlich durchschnittlich an über 80 Sitzungstagen in der Sitzungsperiode teil. Im Jahr 2008 sprach sie in insgesamt 21 Debatten, eine für das Haus of Lords ungewöhnlich hohe Zahl. Am 24. März 2016 trat sie gemäß den Regelungen des House of Lords Reform Act 2014 in den Ruhestand und schied aus dem House of Lords aus.

## Weitere Ämter
Von 1990 bis 2002 war sie Direktorin der Computeach International Ltd. Von 1999 bis 2002 war sie Direktorin von Heckett Multiserv. Sie war als Dozentin (Lecturer) und Rundfunkpersönlichkeit sowie als Vizepräsidentin (Vice-President) des Verwaltungsrates (Board) der Fluoridation Society seit 1994. Von 2002 bis 2006 war sie stellvertretende Vorsitzende (Vice-Chair) der Association of Conservative Peers.
Knight war seit 2007 Vorsitzende (Chairman) des Verwaltungsrates (Board) des Sulgrave Manor Trust.

## Ehrungen
1964 wurde sie als Member des Order of the British Empire ausgezeichnet. 1985 wurde sie mit dem als Dame Commander des Order of the British Empire geadelt. Die Aston University zeichnete sie 1998 mit dem Ehrendoktortitel Doctor of Science (Hon DSc) aus.

## Veröffentlichungen
- About the House. A Parliamentarian’s Commentary. Churchill Press, London 1985, ISBN 978-0-902782-29-7.